# Kepler-rumteleskopet
Kepler-rumteleskopet er et NASA-rumteleskop og -fotometer, som i perioden 2009-18 bl.a blev anvendt til at lede efter exoplaneter, som ligner vor egen jord, med særlig fokus på dem, som ligger i en livsbetingende afstand fra moderstjernen (beboelig zone). Planeterne bliver opdaget, når de passerer foran moderstjernen, og dermed reducerer lysstyrken til stjernen med ca. én titusindedel. Teleskopet har fået navn efter den tyske astronom Johannes Kepler.
Kepler-rumteleskopet havde en diameter på 0,95 meter, og skulle oprindeligt undersøge omkring 150.000 stjerner, men missionen blev forlænget, og Kepler-teleskopet nåede i sin levetid at observere mere end 500.000 stjerner og fandt mere end 2.600 exoplaneter.. Instrumentets lysdetektorer havde en samlet opløsning på ca. 95 megapixeler. Keplerteleskopet var en del af NASA's Discovery-program.
Prisen for denne eftersøgning var omtrent 4,2 milliarder kroner (600$ mio. for den oprindelige 3,5 årige mission og 20$ mio. pr. år for forlængelsen).

## Opsendelse og succes
Kepler-rumteleskopet blev sendt ud i verdensrummet fra Cape Canaveral-basen i Florida den 6. marts 2009. Det var en Delta II-raket, som bragte teleskopet ud i verdensrummet, og efter 62 minutters rejse blev teleskopet frigjort fra raketten, 721 kilometer fra Jorden. Kepler har et teleskopkamera og undersøgte en afgrænset del af verdensrummet, med ca. 500.000 af de mange milliarder stjerner i vor galakse. I april 2013 bekræftede NASA fundene af tre sten- eller klippeplaneter i den beboelige zone i solsystemerne Kepler-62 og Kepler-69. Den 6.  januar 2015 oplyste NASA, at opdagelsen af exoplanet nr. 1.000 var blevet bekræftet, og en fjerde planet i beboelig zone er fundet. Tre af de fire planeter (Kepler-438b, Kepler-442b og Kepler-452b) er nogenlunde på størrelse med Jorden, mens den fjerde, Kepler-440b, er en super-jord.
Kepler blev en stor succes, og NASA opsendte derfor efterfølgeren TESS-teleskopet (Transiting Exoplanet Survey Satellite) i 2018. 
Den 30. oktober 2018 meddelte NASA, at Kepler-teleskopet var løbet endeligt tør for brændstof, og at missionen derfor var afsluttet. 